# RPG Maker 95
RPG Maker 95 (RPGツクール95 Ārupījī Tsukūru Kyūjūgo) là phiên bản RPG Maker đầu tiên cho hệ điều hành Microsoft Windows. Công cụ này cũng là phiên bản đầu tiên trên các hệ thống máy tính trong sê-ri nhận được bản dịch và phát hành trái phép tiếng Anh.

## Tính năng
Trò chơi được làm bởi RPG Maker 95 có kích cỡ màn hình 640×480 và kết hợp công cụ xếp hình 2D, liên quan đến các tệp đồ họa riêng biệt cho các nhân vật, tileset, hình nền và hoạt ảnh chiến đấu. RPG Maker 95 có Hệ thống chiến đấu theo lượt ở góc nhìn thứ nhất.  Tính năng âm thanh trong RPG Maker 95 hỗ trợ tệp MIDI và wav.

## Thông số kỹ thuật trong việc tạo trò chơi

### Hệ thống đội hình
Đội hình của người chơi hỗ trợ 8 nhân vật, trong đó 4 nhân vật đầu tiên được phép tham gia chiến đấu.